# Internet Explorer 3
Microsoft Internet Explorer 3 (afgekort IE3) is een webbrowser, die is ontwikkeld en uitgebracht door Microsoft op 13 augustus 1996 voor Microsoft Windows, en op 8 januari 1997 voor Apple Macintosh van Apple. Het marktaandeel van IE3 nam van 3-9% halverwege 1996 tot 20-30% tegen het einde van 1997 toe. In september 1997 werd IE3 opgevolgd door Internet Explorer 4.  Internet Explorer 3 wordt niet meer ondersteund door Microsoft.
De belangrijkste verandering in IE3 was de ondersteuning van CSS, voor ontwikkelaars.
IE3 had als eerste browser in de Internet Explorer-reeks geen Spyglass-code meer, ook al was de browser wel nog steeds op Spyglass gebaseerd. In '96 zei Microsoft over de browser: "Microsoft Internet Explorer 3.0 voegt veel nieuwe functies toe die geweldig zijn voor HTML-'auteurs' en laat onze toewijding zien aan de W3C-HTML-standaarden."

## Uitgavegeschiedenis
Die met gele achtergrond waren testversies.
| Versies     | Build                   | Datum             | Vernieuwingen                                | Ondersteuning                                                                                       |
| ----------- | ----------------------- | ----------------- | -------------------------------------------- | --------------------------------------------------------------------------------------------------- |
| 3.0 Alpha 1 |                         | maart 1996        | Verbeterde ondersteuning voor HTML-bewerking | |
| 3.0 Alpha 2 |                         | 29 mei 1996       | Ondersteuning voor VBScript en JScript       | |
| 3.0 Bèta 2  |                         | 17 juli 1996      | Ondersteuning voor CSS en Java               | |
| 3.0         | 4.70.1155 en 3.0.0.1152 | 13 augustus 1996  |                                              | 4.70.1155: Windows 95 en Windows NT 4.0. 3.0.0.1152: Windows 3.1, Windows NT 3.5 en Windows NT 3.51 |
| 3.01        | 4.70.1215 en 3.01.2723  | 30 september 1996 | Problemen verholpen                          | 4.70.1215: Windows 95 en Windows NT 4.0. 3.01.2723: Windows 3.1, Windows NT 3.5 en Windows NT 3.51  |
| 3.0a        |                         | 22 januari 1997   | Bugfixrelease                                | Windows 3.1, Windows NT 3.5 en Windows NT 3.51                                                      |
| 3.02        | 4.70.1300               | 25 maart 1997     | Problemen verholpen                          | Windows 95 en Windows NT 4.0                                                                        |
| 3.02a       | 3.02a.2916              | mei 1997          | Bugfixrelease                                | Windows 3.1, Windows NT 3.5 en Windows NT 3.51                                                      |
| 3.03        | 3.03.2925               | augustus 1997     | Bugfixrelease                                | Windows 3.1, Windows NT 3.5 en Windows NT 3.51                                                      |
| 3.03 SP1    | 3.03.3006               | augustus 1998     | Bugfixrelease                                | Windows 3.1, Windows NT 3.5 en Windows NT 3.51                                                      |